# Корвин-Круковский, Юрий Васильевич
Юрий Васильевич Корвин-Круковский (1862, Санкт-Петербург — 1935, Ленинград) — советский актёр театра и кино, художник по костюмам. Заслуженный артист Республики (1921).

## Биография
Родился в 1862 году в Санкт-Петербурге Российской империи.
Проходил обучение в Морском кадетном корпусе, затем в Елисаветградском кавалерийском училище, которое окончил в 1883 году в чине унтер-офицера из вольноопределяющих. Служил в Бугском уланском, Ямбургском уланском, после — в Драгунском полку. В этом же 1883 году после окончания учёбы началась его артистическая карьера. Первое время выступал под псевдонимом «Юрин», много лет играл на различных театральных сценах, затем стал сниматься в кино. 
Являлся знатком истории костюма и истории материальной культуры. Активно содействовал пропаганде постановочных принципов Мейнингенского театра, являлся руководителем многих исторических постановок по части костюмов и материальной среды. Корвин-Круковский был автором эскизов костюмов ко многим спектаклям. С 1919 года Корвин-Круковский был заведующим историко-художественной частью Александринского театра.
В 1929 году Корвин-Круковский вышел на персональную пенсию, но держал связь с Александринским театром. Будучи уже на пенсии, некоторое время вёл в данном театре занятия по истории костюма.
Скончался в 1935 году в Ленинграде. Прах изначально был захоронен на Никольском кладбище Ленинграда, затем в 1951 году перезахоронен в Некрополе мастеров искусств в Александро-Невской лавры.

## Звания и награды
- Заслуженный артист Республики (1921)[2].
- Орден Святого Станислава 3 степени (1906)[2].
- Орден Святой Анны 3 степени (1910)[2].
- Медаль «В память 100-летия Отечественной войны 1812 года» (1912)[2].

## Творчество

### Фильмография
- 1923 — Дворец и крепость — Лагутин, помещик
- 1923 — За власть Советов! — Нерон
- 1925 — Палачи — генерал Валаев
- 1925 — Степан Халтурин — принц Гессенский, камергер
- 1926 — Соперники — турецкий паша
- 1931 — Златые горы — Крутилов, хозяин